# 博洛尼奥伊·弗洛劳
博洛尼奥伊·弗洛劳（匈牙利語：Bolonyai Flóra，1991年4月5日—），匈牙利女子水球运动员。她曾代表匈牙利国家队参加2012年夏季奥林匹克运动会女子水球比赛，获得第四名。